# Фалкан, Эскива
Эскива Фалкан Флорентину (порт. Esquiva Falcão Florentino; род. 12 декабря 1989) — бразильский боксёр, бронзовый призёр Чемпионата мира 2011 года, серебряный призёр Олимпийских игр 2012 года. Брат другого бразильского боксёра Ямагути Фалкан Флорентину.

## Биография
Участвовал на чемпионате мира 2011 года в Баку, где проиграл в полуфинале японскому боксёру Рёте Мурате, завоевав тем самым бронзовую медаль и лицензию на участие на Олимпийских играх в Лондоне.
На Олимпиаде-2012 победил азербайджанского боксёра Солтана Мигитинова (24-11), венгра Золтана Харчша (14-10) и британца Энтони Огого. В финальном бою опять проиграл японцу Рёте Мурате.